# Tramway de Trenčianske Teplice
Le tramway de Trenčianske Teplice (slovaque : Trenčianska elektrická železnica, abrégé TREŽ), également la ligne 122 des chemins de fer slovaques, est une ligne de tramway interurbaine à voie étroite (760 mm), reliant la municipalité de Trenčianska Teplá à la ville thermale de Trenčianske Teplice. Longue de 5,859 km, elle fut ouverte en 1909, et est l'unique ligne de tramway interurbain du pays encore en service, bien qu'étant fermée au trafic voyageurs régulier. L'axe reste exploitée par une association locale, le TREŽ, qui y effectue des circulations à but touristiques durant certaines périodes de l'année.

## Histoire

### Mise en service et exploitation commerciale

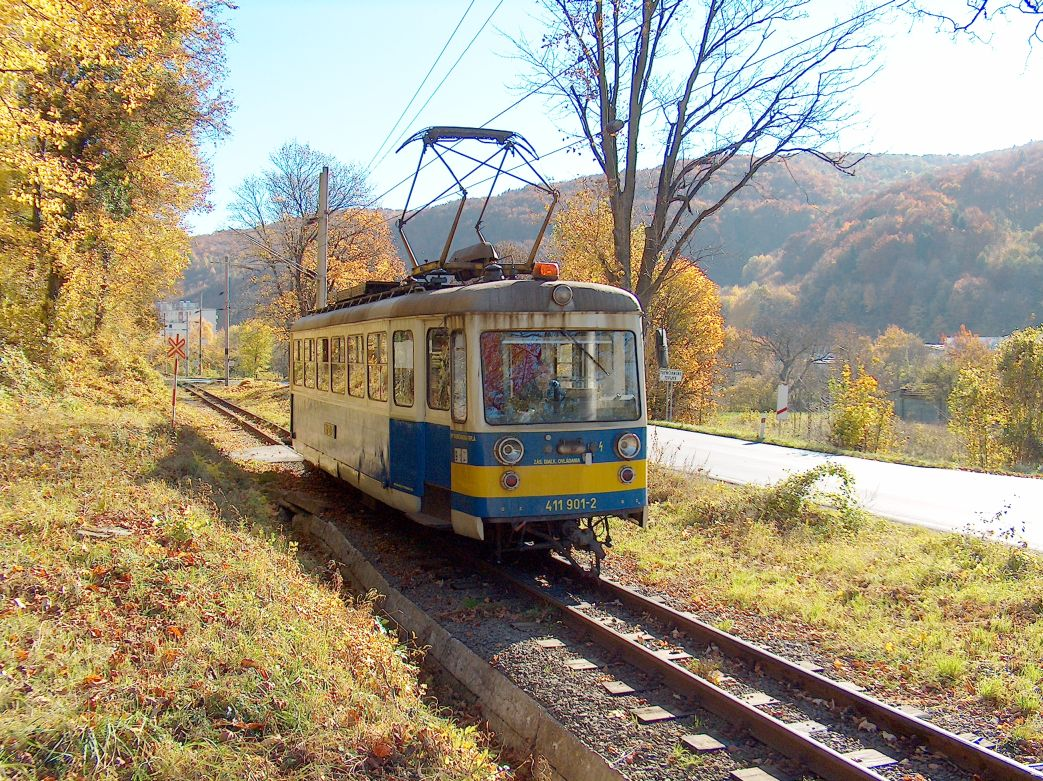
Rame à la sortie de Trenčianske Teplice

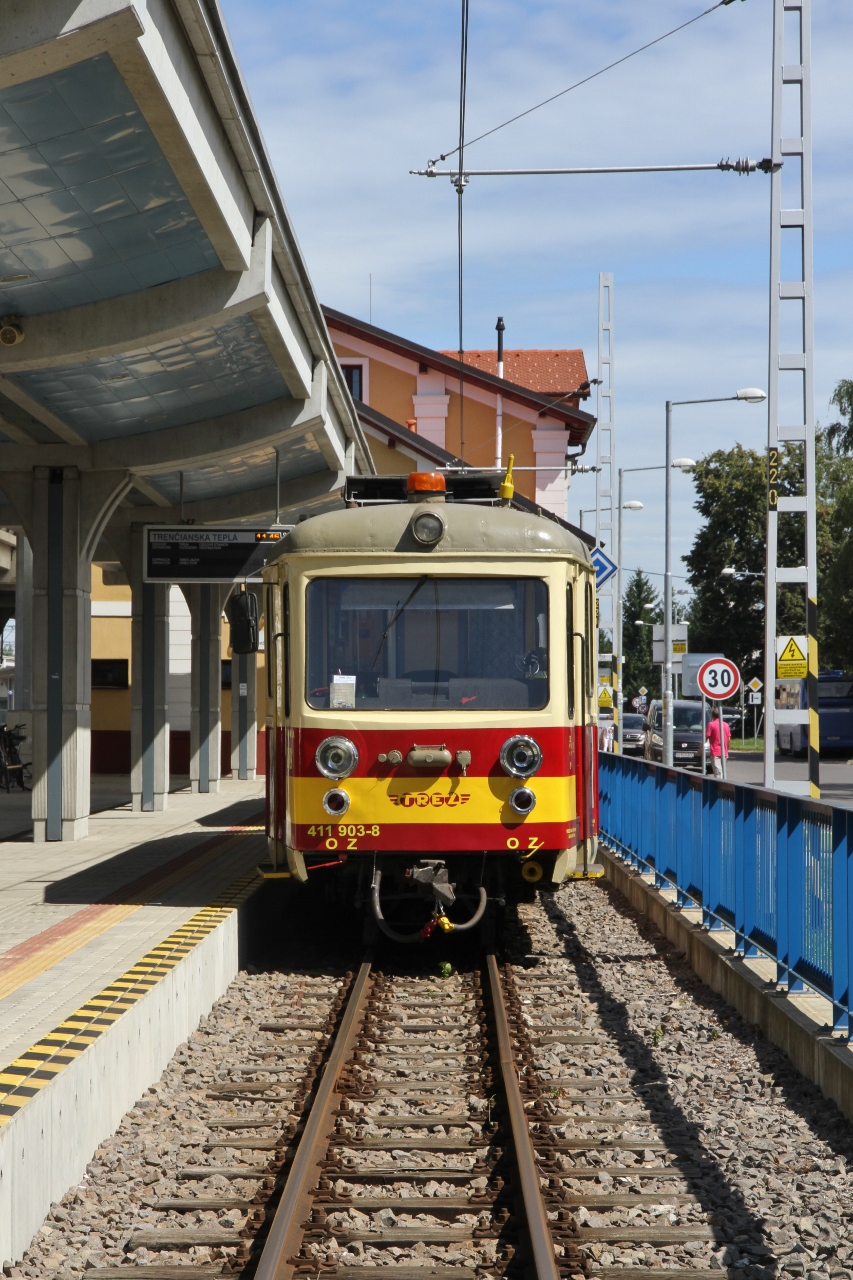
Rame stationnée au terminus.

La construction d'une ligne de chemin de fer électrique à desserte locale fut envisagée dès 1886 afin de répondre au besoin croissant de déplacement entre la ville thermale de Trenčianske Teplice et la gare de Trenčianska Teplá, située sur la ligne 120 du réseau ferré national, offrant des liaisons directes vers Bratislava, Cassovie ou Žilina. Le projet sera discuté durant plusieurs années, les coûts de la construction d'une nouvelle ligne étant alors élevés pour la municipalité. En 1907, l'ingénieur Edmund Bleier dépose une offre pour la construction d'une ligne de chemin de fer électrique, à écartement étroit (760 mm), pour un prix relativement convenable (44 000 couronnes hongroises d'alors), offre que la municipalité accepte. La construction commence ainsi début 1908, et la ligne est livrée le 12 décembre de la même année. La date de la mise en service commerciale varie selon les sources, certaines citant le 27 juin 1909, là où d'autres s'accordent plutôt sur le 27 juillet de la même année.
La ligne appartenait initialement au Chemin de fer électrique local à voie étroite Trenčianska Teplá - Trenčianske Teplice (hongrois : Hólak - Trencsénteplitzi Villamos Vasút), qui n'avait cependant pas les moyens d'acheter du matériel roulant. L'exploitation a donc été assurée par les chemins de fer d'État aux frais de la compagnie, d'abord par les chemins de fer royaux hongrois, puis par les chemins de fer tchécoslovaques, et enfin par les chemins de fer slovaques (ŽSSK) à la suite de l'indépendance du pays en 1993.
Après son ouverture, la ligne connu un relatif grand succès, aux heures de pointe les trains n'étaient souvent pas en mesure d'embarquer l'ensemble des passagers. La fréquence maximale atteinte sur la ligne fut d'un passage toutes les 10 minutes, le 8 août 1926, à l'occasion d'un congrès des légions tchécoslovaques. L'augmentation de la fréquentation entraîna la construction d'une nouvelle station en 1927 au niveau de la station thermale, équipée d'une nouvelle salle d'attente bien plus grande, ce qui aura raccourci la ligne de 43 mètres. Le succès de la ligne s'est aussi ressenti pour le transport de marchandises ; outre un accord conclu avec la poste, permettant le transport de lettres et colis sur la ligne, assurant de fait un apport financier régulier, le ČSD a construit au niveau de la gare grande ligne un nouveau bâtiment de stockage des céréales au début des années 1920. Cela a nécessité de déplacer l'extrémité de la voie, la ligne a ainsi été raccourcie à nouveau, de 77 mètres.
Le 4 avril 1928, la ČSD décide de mettre en service une ligne de bus parallèle à la ligne de tramways, desservant toutefois des arrêts différents, les bus étant stockés dans le même dépôt que les tramways. Il fut envisagé une première fois de fermer la ligne au début des années 1930, au vu du coût réduit de l’exploitation des bus. La ligne sera toutefois maintenue ouverte jusqu'en 1937 où elle est une nouvelle fois menacée de par son mauvais état, mais les représentants de la station thermale et les autorités locales ont réussi à obtenir la promesse de l'état que la ligne serait rénovée. La même année, la ČSD a transféré deux voitures modernes sur la ligne, permettant de résoudre sur la durée les problèmes de saturation. Durant la Seconde Guerre Mondiale, la ligne a été modernisée, et le terminus de la ligne à Trenčianske Teplice déplacé une nouvelle fois de 40 mètres, et mis en service le 26 juillet 1941. Les travaux de modernisation se poursuivront toutefois jusqu'en 1945, le terminus pouvant désormais accueillir trois trains complets. En 1942, la tension de la ligne est portée de 750 à 950V.
En 1950, le matériel roulant a été modernisé, avec l'acquisition de rames Tatra, ainsi que la construction d'un nouveau dépôt à Trenčianska Teplá en 1952. En 1960, la station du même nom sera reconstruite, ce qui entraînera la suppression de la voie destinée au transbordement des marchandises. En 1971, durant la reconstruction partielle des voies, des études ont été réalisées concernant l'avenir de la ligne, entre une suppression complète, un remplacement par des trolleybus ou un ré-écartement à 1 000 mm, pour correspondre à l'écartement pratiqué sur le réseau de voies métriques des Tatra. L'augmentation notée de la fréquentation de la ligne entraînera toutefois son maintien. En 1980 il fut de nouveau envisagé de convertir la ligne à l'écartement métrique ou standard, sans que cela ne soit concrétisé. En 1984, lors de l'achat de nouveaux véhicules, la tension de la ligne fut portée à 600V, correspond au standard utilisé sur de nombreux réseaux de tramways anciens en Europe. Les derniers travaux d'envergure ont duré du 7 mars 2000 au 20 septembre de la même année, et consistaient notamment en une reconstruction complète de la plateforme de la voie, qui datait des années 1920. Le trafic fut complètement interrompu sur la ligne sur cette période, la desserte étant alors assurée par une navette bus.

### Fermeture au trafic régulier
Au cours des années suivant le début du XXIe siècle, l'ensemble de la ligne a été menacé de fermeture, en raison des horaires ne correspondant pas toujours à ceux des trains en gare de Trenčianska Teplá, et du nombre élevé de bus circulant en suivant un trajet parallèle à la ligne, ces bus étant plus rapides et réguliers que le tramway, alors jugé inefficace, à cause de sa vétusté. Le 10 décembre 2011, les circulations sont interrompues par la ŽSSK, mais sont relancées du 1er janvier 2012 jusqu'au 8 mars 2013 par des bénévoles, sous licence de l'organisation exploitant le chemin de fer du Čierny Hron.
Actuellement, et depuis le 8 mars 2013 l'exploitation de la ligne et le transport de voyageurs sont assurés par l'organisation à but non lucratif TREŽ, n.o. (Trenčianska elektrická železnica n.o.), opérant dans un premier temps quelques rares voyages irréguliers dits « nostalgiques », environ une fois par mois. Depuis 2015, l'organisation a obtenu une licence d'exploitation de la ligne (qui reste sous l'administration de la ŽSSK) et du dépôt, ceci, couplé à une aide financière de la région de Trenčín, a permis la relance de trajets réguliers les week-ends d'été, en plus de quelques circulations le reste de l'année.

## Itinéraire

### Tracé et caractéristiques

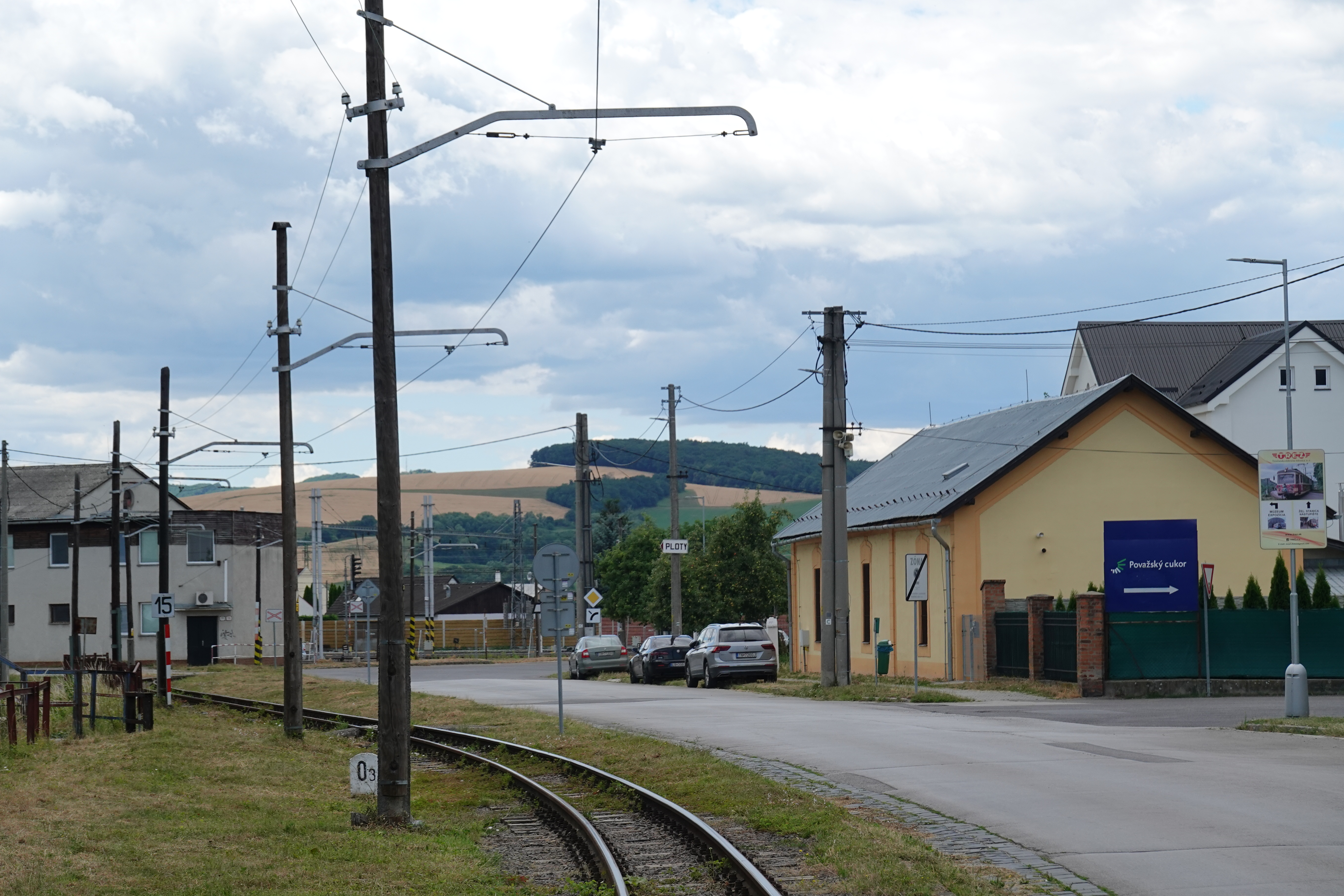
Voies de la ligne de tramway.

La ligne fut construite à écartement dit « bosniaque » (760 mm), et électrifiée dès l'origine, d'abord en 750 V (1909-1942), puis en 950 V (1942-1984), avant d'être basculée en 600 V (depuis 1984), tension également utilisée sur les deux autres réseaux de tramway du pays, à Bratislava et Cassovie. Les poteaux en bois servant à soutenir la ligne aérienne de contact, installés lors de la construction de la ligne en 1903, ont pour une partie été conservés jusqu'à aujourd'hui. Il s'agit de la plus ancienne ligne aérienne d'Europe centrale et orientale. La ligne dispose de rayons de courbure relativement serrés, allant jusqu'à 40 mètres, d'une pente ne dépassant pas 15 ‰, ainsi que d'un unique ouvrage d'art, un pont de 14 mètres de long. De même, la ligne dispose de 44 passages à niveau, dépourvus de barrières.
La ligne débute le long de la ligne 120 du réseau ferré slovaque, à la gare de Trenčianska Teplá. Après l'ancienne cour aux marchandises qui servait de transbordement entre les deux lignes, la voie bifurque rapidement à la perpendiculaire pour se diriger vers Trenčianske Teplice. Peu avant la courbe, un débranchement permet d'accéder au dépôt de la ligne, comportant 4 voies de garage. Au kilomètre 3,09, un aiguillage permet le croisement des rames.

### Dépôt

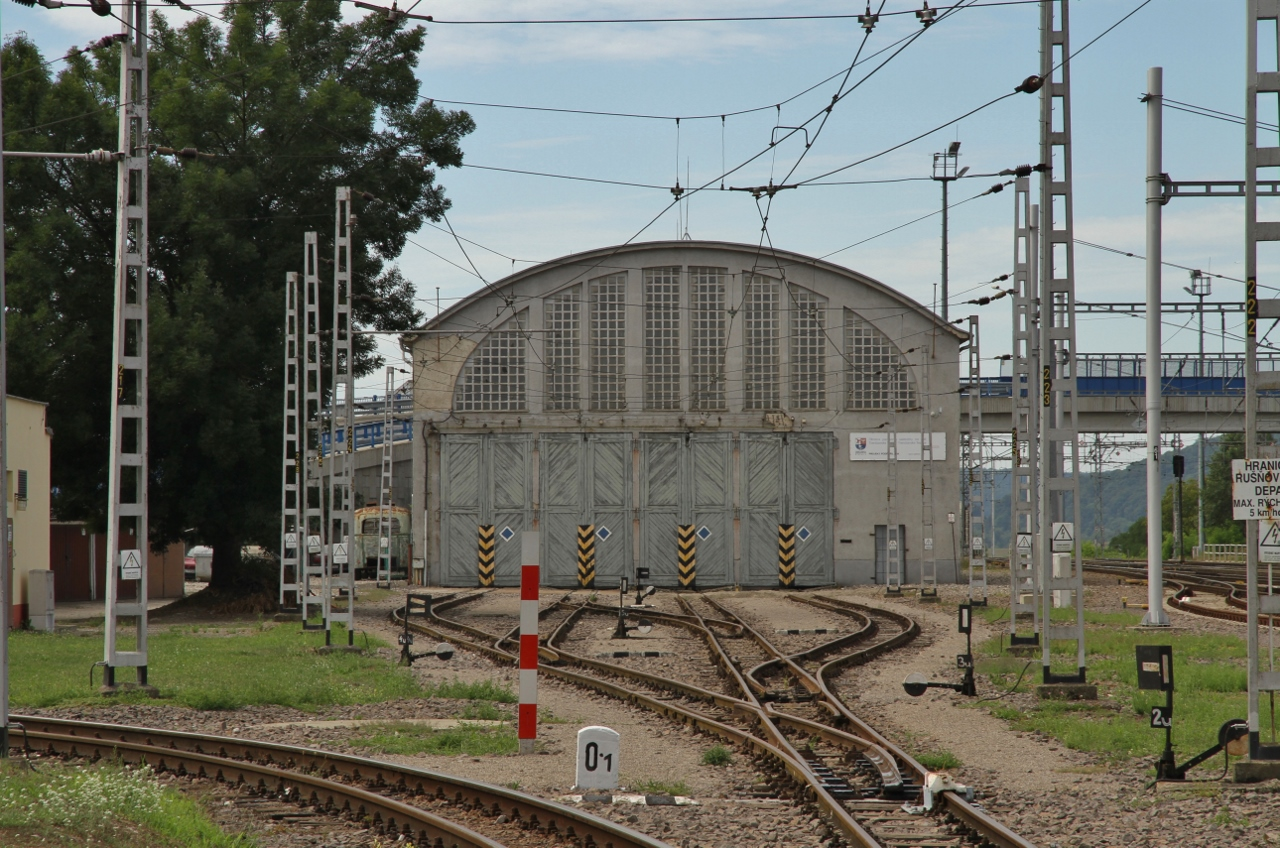
Dépôt de la ligne, à Trenčianska Teplá.

L'unique dépôt de la ligne se trouve à Trenčianska Teplá, à quelques dizaines de mètres de la gare terminus de la ligne.
TREŽ, n.o., l'organisation exploitant la ligne, a mis en place une exposition sur les transports dans le bâtiment du dépôt, non-seulement axée sur le transport ferroviaire, mais aussi sur le transport routier (bus et cars notamment), qui est ouverte au public à l'occasion de certains événements.

## Matériel roulant
La flotte se compose actuellement de trois autorails électriques de la série 411.9 (sk) (anciennement nommés EMU 46.1), tous construits entre 1951 et 1952 par Vagonka Studénka, mais qui ont subi une rénovation dans les années 1980, au cours de laquelle d'importantes modifications et améliorations ont été réalisées.
L'organisation TREŽ, n.o. a acquis une locomotive DH 100 fabriquée par ZVS à Dubnica nad Váhom. Les autres locomotives de ce type sont utilisés sur le chemin de fer de la forêt d'Orava (sk). TREŽ, n.o. possède également deux autobus, un Karosa B 732 provenant de la DPMŽ (sk) (société des transports de Žilina) et un Karosa LC 937, d'une série de 16 autobus produits. Ces véhicules sont utilisés comme moyen de transport de remplacement en cas de problème, pour faire face à l'afflux de visiteurs lors d'événements ou pour transporter des groupes de touristes visitant le chemin de fer.

## Galerie

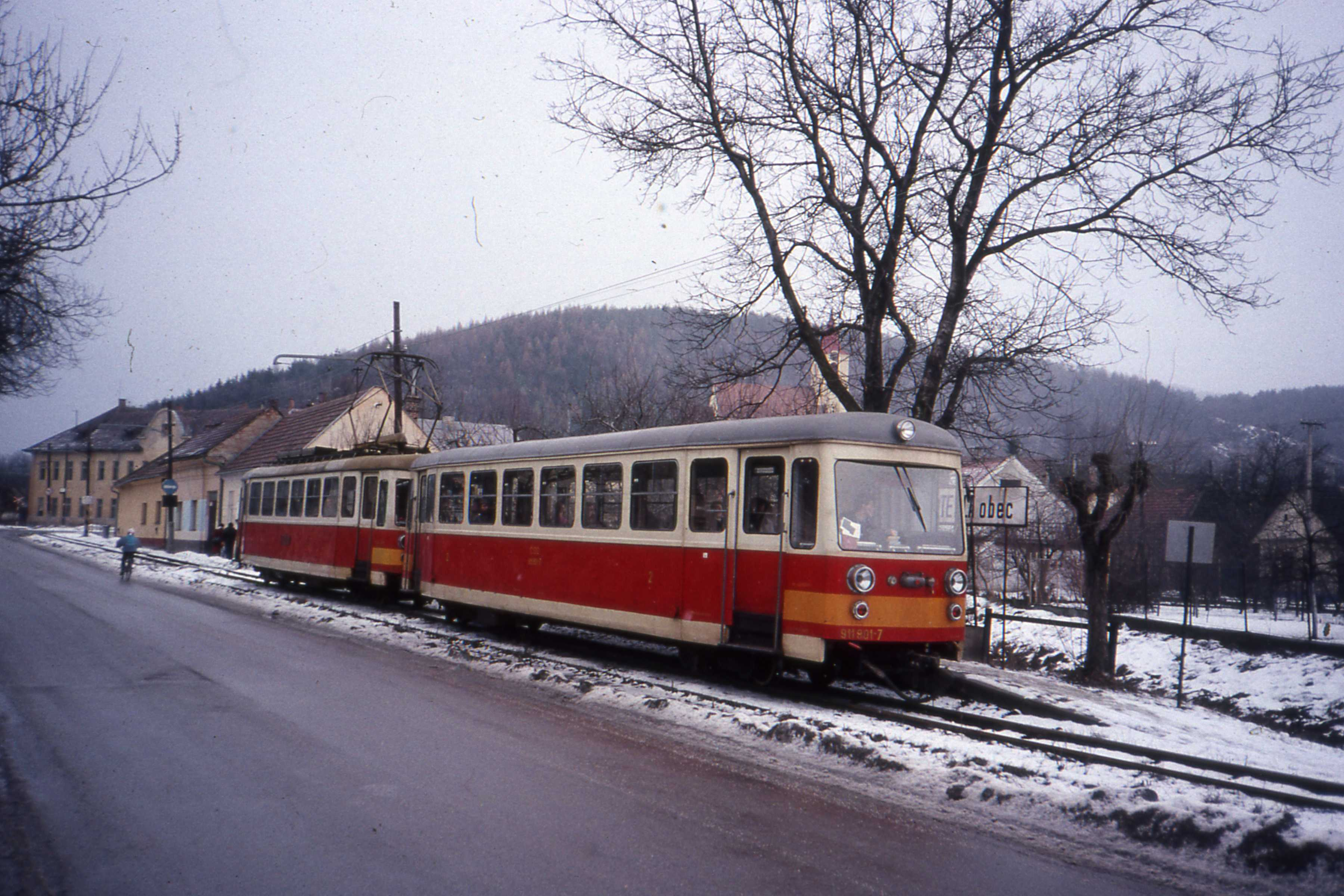
Rame parcourant la ligne en 1992
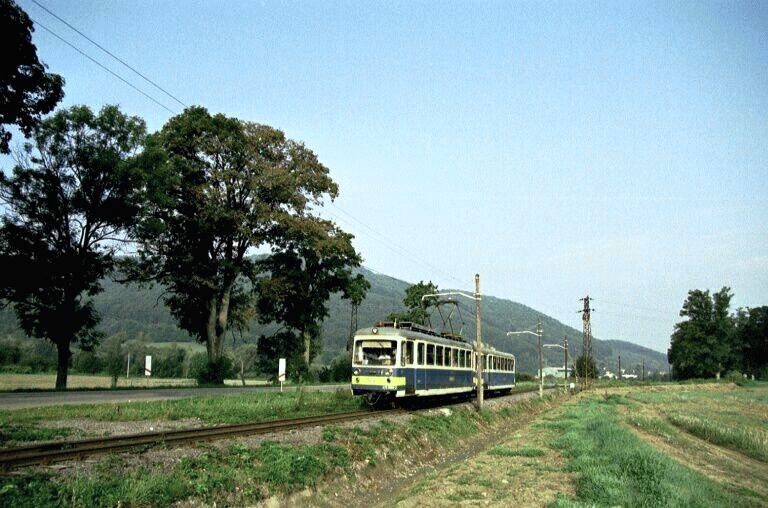
Rame sur la ligne en 2003
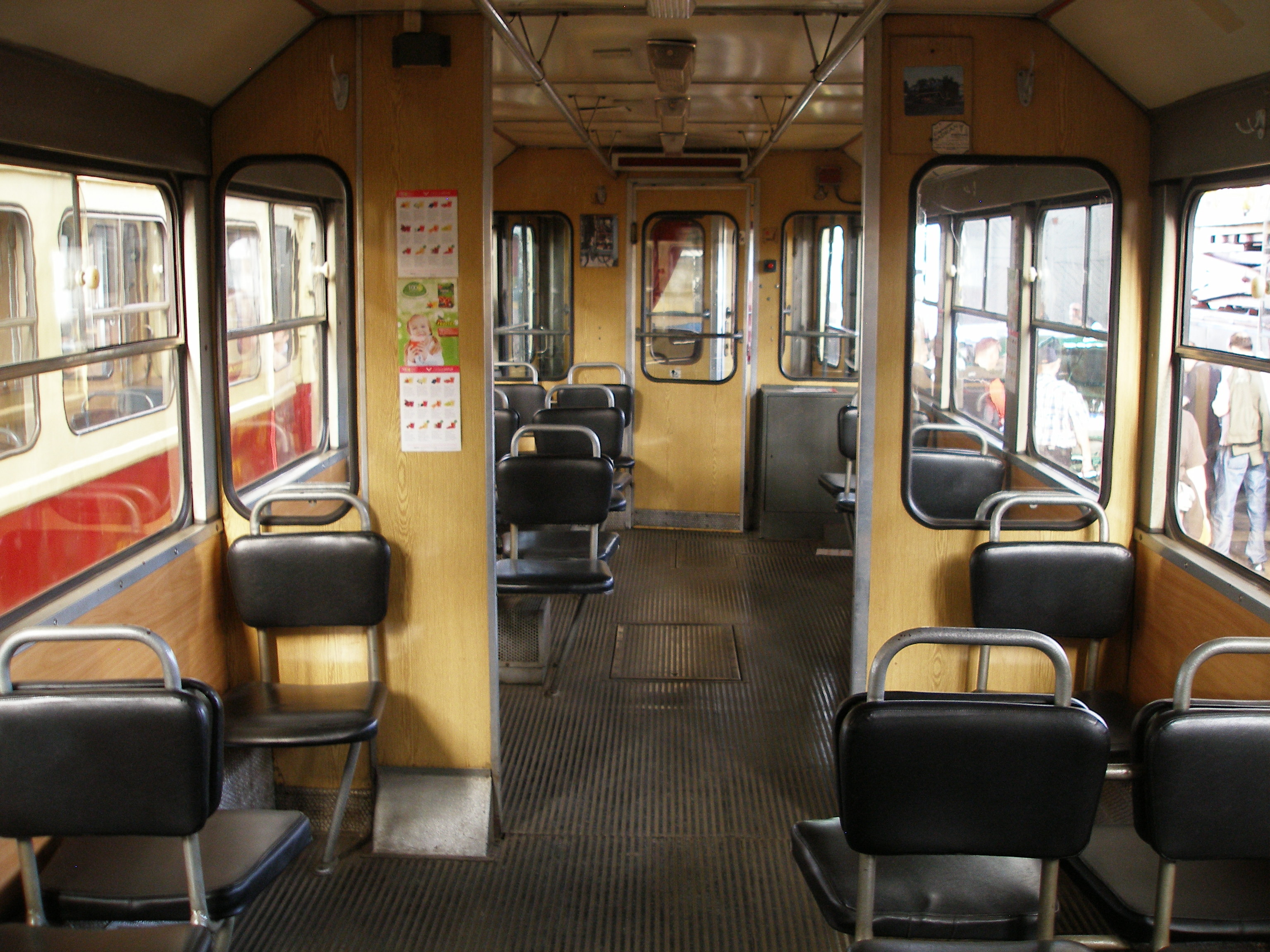
Intérieur d'une rame
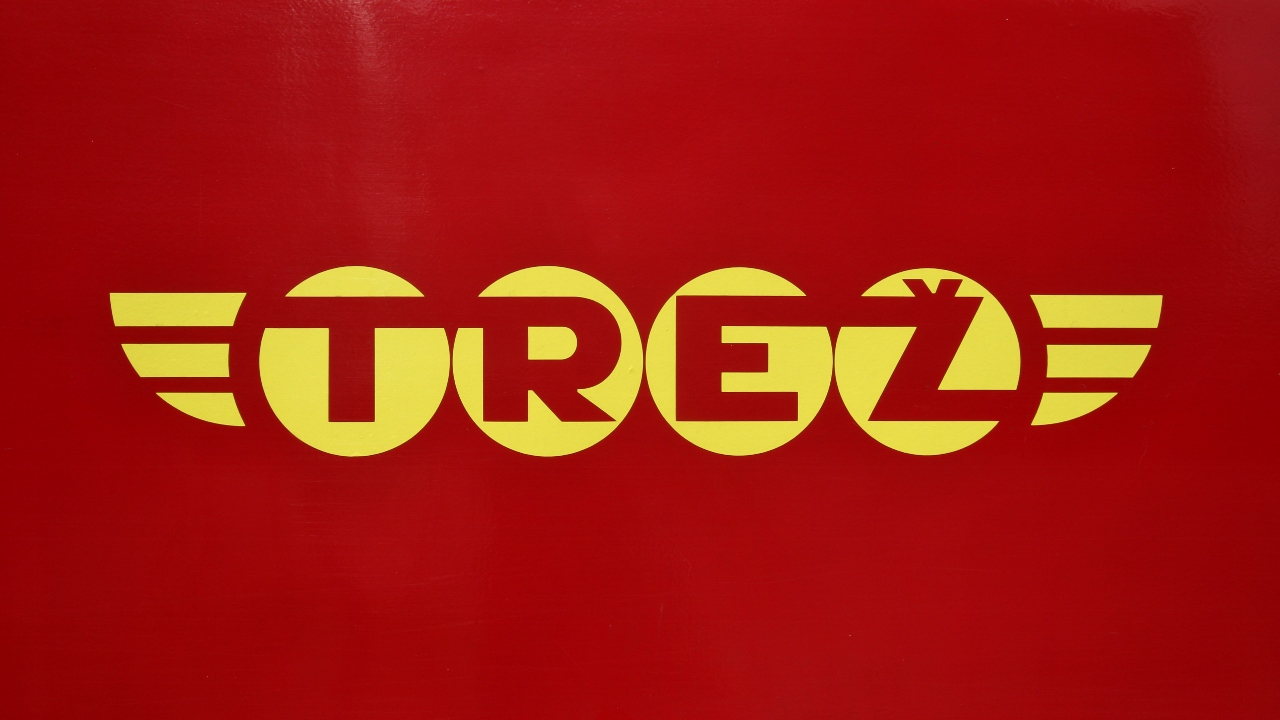
Logo de l'association
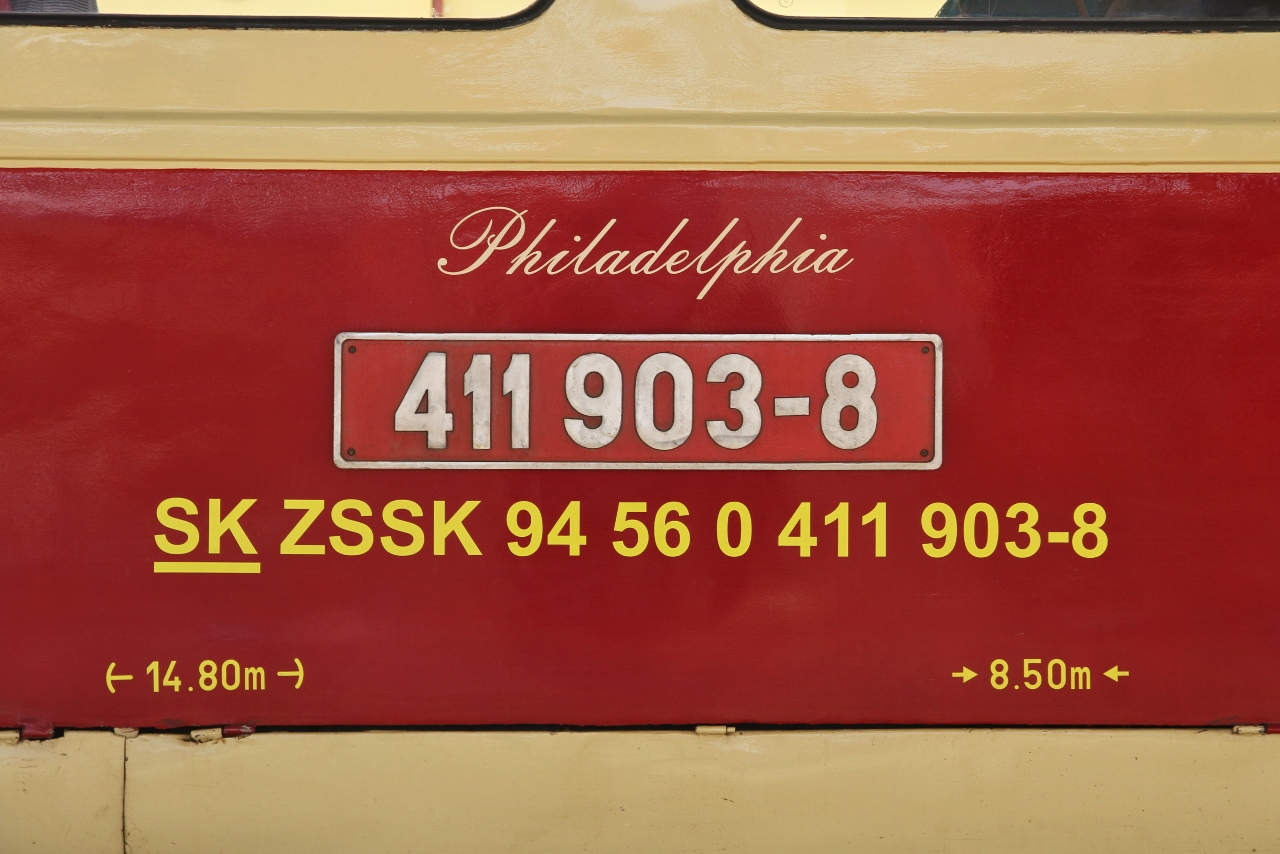
Cartouche UIC d'une des rames
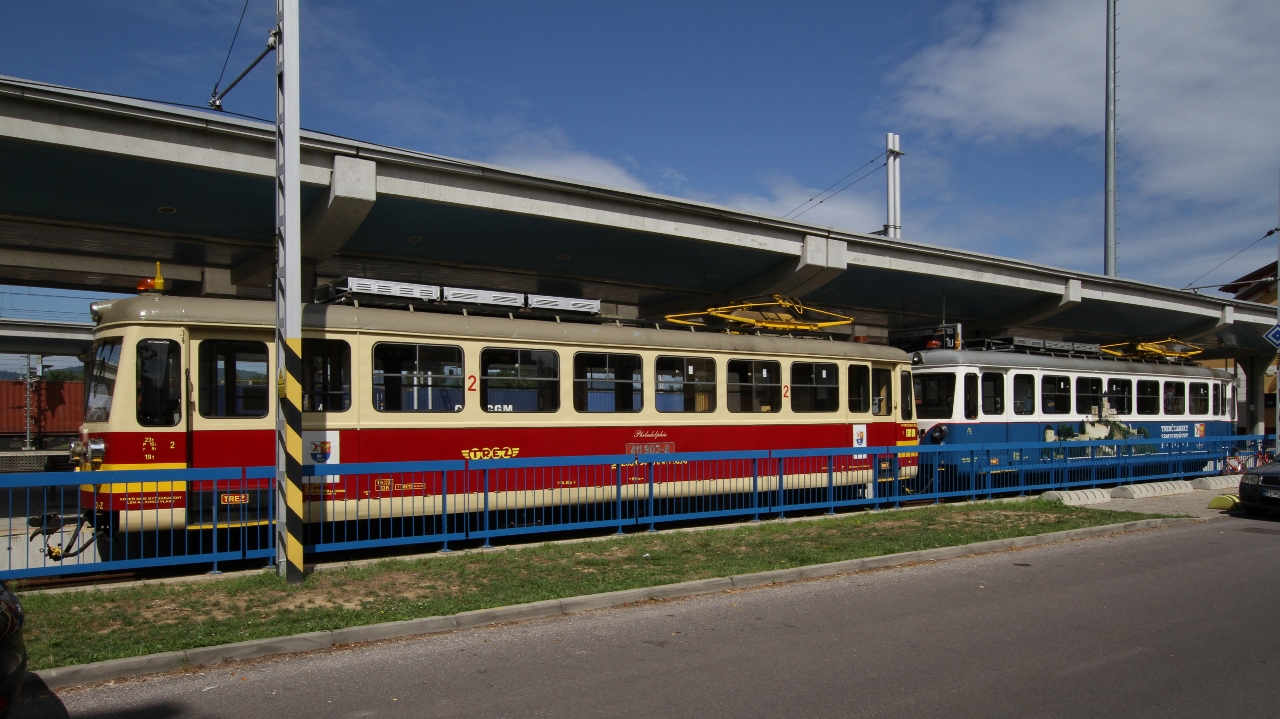
Rame garée au terminus de la ligne